# Uniunea Generală a Muncitorilor
Uniunea Generală a Muncitorilor (în spaniolă Unión General de Trabajadores, acronim UGT) este un sindicat major spaniol, afiliat istoric cu Partidul Socialist Muncitoresc Spaniol (Partido Socialista Obrero Español sau PSOE).

## Istorie
UGT a fost fondată pe 12 august 1888 de Pablo Iglesias Posse⁠(d) la Mataró, având ca bază ideologică socialismul marxist, în ciuda statutului său apolitic statutar. Până la al nouăsprezecelea congres al acesteia, din 1920, nu a considerat lupta de clasă drept un principiu de bază al acțiunii sindicale.
În timpul Primului Război Mondial, UGT a urmat o tactică de menținere a unor relații strânse și unitate de acțiune cu Confederația Națională a Muncii (Confederación Nacional del Trabajo sau CNT). 

Steagul UGT în timpul Războiului Civil Spaniol (1936-1939)

UGT a crescut rapid după 1917, iar până în 1920 avea 200.000 de membri. Această epocă a luat sfârșit brusc, odată cu apariția dictaturii lui Miguel Primo de Rivera, care a monopolizat legal organizarea muncii spaniole prin propriul său sindicat, sponsorizat de guvern, Uniunea Patriotică (Unión Patriótica, sau UP). În timp ce CNT a optat pentru o confruntare radicală cu regimul, fiind și interzisă din acest motiv, UGT, deși în dezacord cu dictatura, a adoptat o atitudine colaborativă pentru a continua să funcționeze legal. Astfel, a crescut de la 277.011 de membri, în decembrie 1930, la 958.451 în decembrie 1931 și la 1.041.539 în iunie 1932. O mare parte din această creștere a avut loc în Federația sa Națională de Lucrători ai Pământului, (Federación Nacional de Trabajadores de la Tierra, sau FNTT), care a crescut de la 36.639 de membri în iunie 1930 la 392.953 în iunie 1932, ridicând proporția lucrătorilor de pământ din uniune de la 13% la 37%. Afluxul acestor muncitori (numiți jornaleros) a provocat radicalizarea sindicatului, iar izbucnirea sângeroasă a Războiului Civil Spaniol a adâncit fisurile interne care au dus în cele din urmă la plecarea lui Largo Caballero⁠(d) din funcția de secretar general al UGT, în 1937.
Generalul Francisco Franco a limitat UGT la existența în exil și la clandestinitate după victoria sa în război, până la moartea sa în 1975. Uniunea a ieșit din secret în timpul tranziției democratice apărute după moartea lui Franco, la fel ca și Comisiile Muncitorești⁠(d) comuniste (Comisiones Obreras, sau CCOO). UGT și CCOO constituie primele două mari reprezentante ale muncitorilor în Spania modernă, cu anarho-sindicalista Confederație Generală a Muncii⁠(d) (Confederación General del Trabajo, sau CGT) pe un distant loc trei.

## Obiective
UGT se declară a fi o instituție a muncitorilor productivi, organizată pentru meserii și profesii liberale, care respectă libertatea de gândire. Aceasta își dorește să conducă spre transformarea societății prin constituirea unei baze a justiției sociale, egalității și solidarității. .

## Federații și sindicate

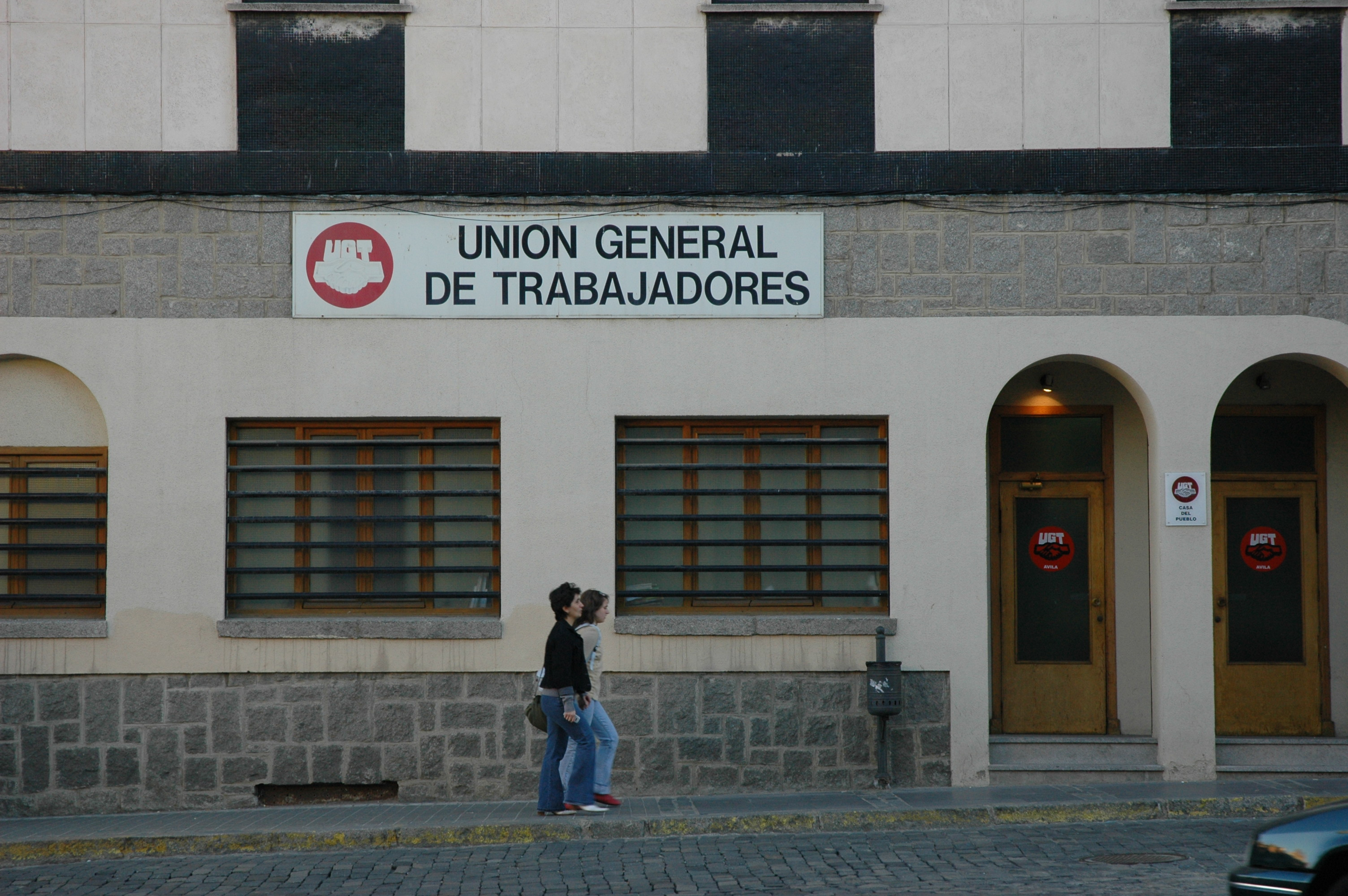
Biroul UGT din Ávila, Spania

| Uniune                                               | Abreviere | Fondat |
| ---------------------------------------------------- | --------- | ------ |
| Federația Industriei, Construcțiilor și Agriculturii | FICA      | 2016   |
| Federația Angajaților Serviciului Public             | FeSP      | 2016   |
| Federația Serviciilor, Mobilității și Consumului     | FeSMC     | 2016   |
| Sindicatul Pensionarilor                             | UJP       | 1978   |
| Sindicatul Profesioniștilor și Muncitorilor Autonomi | UPTA      |        |
| Sindicatul Micilor Fermieri                          | UPA       | 1982   |